# 古東斯拉夫語
古東斯拉夫語，亦稱為古俄語及羅斯語（來自羅斯一詞），是一種在10至15世紀時基輔羅斯及其繼承國的東斯拉夫人所使用的語言。古東斯拉夫語的使用者多分佈在今白俄羅斯、烏克蘭北部及中部、俄羅斯西部、以及波蘭東部數省。

## 稱呼
現今三個使用東斯拉夫語支的國家的語言學者均認為古東斯拉夫語是自己語言的前身，故對此稱呼各有不同。
- 白俄羅斯：“古白俄羅斯語”
- 俄羅斯：“古俄語”（俄语：древнерусский язык）
- 烏克蘭：“古烏克蘭語”（烏克蘭語：давньоукраїнська мова）或“古基輔語”（烏克蘭語：давньокиївська мова）

在白俄羅斯及烏克蘭亦有更中立、多國通用的稱呼，例如“古羅斯語”。俄語中的亦可解作“羅斯語”。“羅斯語”一詞亦被西方部分學者所使用。

## 概要
古東斯拉夫語由原始斯拉夫語衍生，保留了很多原始斯拉夫語的特徵。其中一個最值得留意的現象是其充音（亦稱母音重複）現象（pleophony, 原始斯拉夫語中音節在東斯拉夫語支演變成的現象），這亦是東斯拉夫語支的一大特徵。例如原始斯拉夫中的（城鎮）演變成 、*melko（牛奶）變成了、*korva（牛）變成了korova等。
由於現存的古東斯拉夫語書面記錄稀少，評估其統一的水平很難。若考慮構成基輔羅斯的部落和氏族的的數量，古東斯拉夫語可能有很多方言。現時我們只可以根據現存手稿對古東斯拉夫語作出可靠的分析，其中根據部份詮釋，自有歷史紀錄以來，這些地域差異早已存在。
隨着時間推移，古東斯拉夫語演變成更多種形式，包括白俄羅斯語、俄語、盧森尼亞語以及烏克蘭語的前身。烏克蘭語首先於約13至16世紀時分離，俄語在約18世紀時與白俄羅斯語分離。這些語言都保存了很多古東斯拉夫語文法和詞彙。
在蒙古侵略的「韃靼枷鎖」時期之後，基輔羅斯的土地分屬於立陶宛大公國及莫斯科大公國，自此西部的盧森尼亞語及東部的中古俄語分別在兩國發展。

## 基輔羅斯的書面語

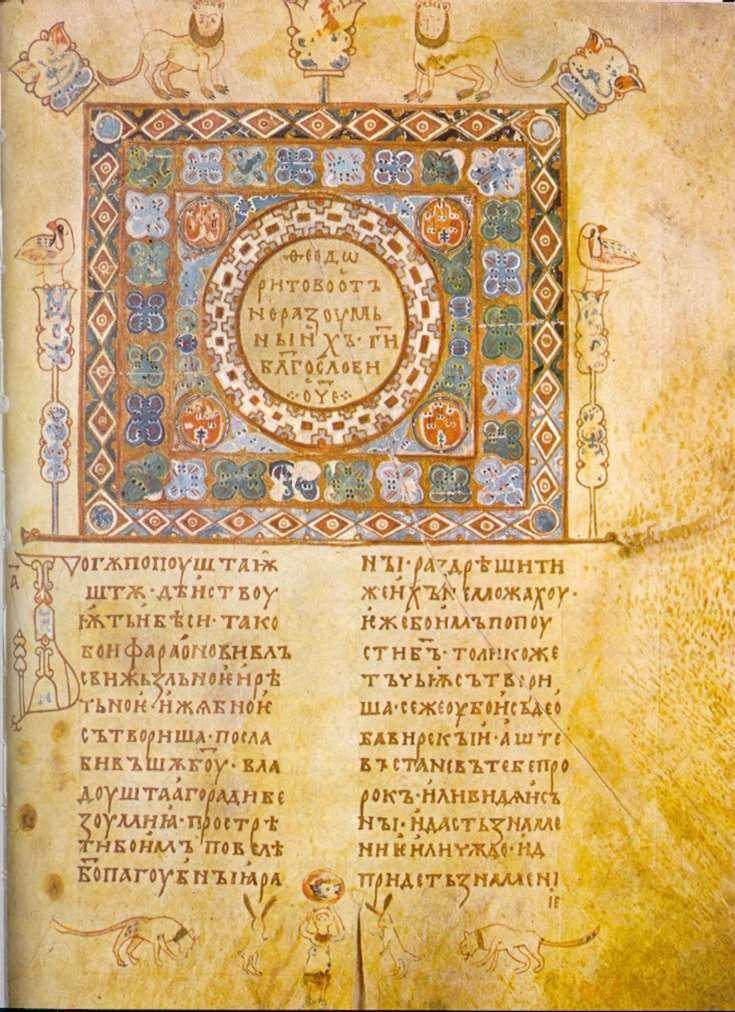
斯維亞托斯拉夫《雜記》的其中一頁（1073年）

公元988年，即基輔羅斯這個覆蓋現時白俄羅斯、俄羅斯及烏克蘭的統一政權立國一百年後，基督教傳入基輔羅斯，南斯拉夫語系的古教會斯拉夫語成為了其禮拜及書面語。 古教會斯拉夫語（又稱古保加利亞語，最初由保加利亞第一帝國的普雷斯拉夫學院發展）就是這樣經由保加利亞第一帝國傳入羅斯。當年東斯拉夫語的文獻很少，導致難以分析文語及口語之間的關係。
有部份阿拉伯及拜占庭文獻指出，基督教傳入前，基輔羅斯有某種形式的文字。雖然有些暗示性的考古發現，這種書寫系統的性質仍是不明。
從諾夫哥羅德教堂碑文可見，格拉哥里字母曾被短暫使用過，但旋即被西里爾字母取代。在諾夫哥羅德發掘到的樺樹皮文書提供了有關俄羅斯西北部古諾夫哥羅德方言的重要資料，顯示其幾乎沒受到教會斯拉夫語的影響。此時，拜占庭希臘語的詞彙亦開始進入古東斯拉夫語，同時東斯拉夫語開始發展成為書面語。

### 往年紀事

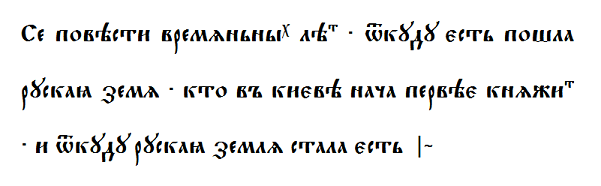
左面文字的圖像化版本（若無法顯示部份字元，請見此）

以下內容來自1110年的《往年紀事》（1377年拉夫连季編年史版本）： 
| 原文       | Се повѣсти времѧньных лѣт ‧ ѿкꙋдꙋ єсть пошла рускаꙗ земѧ ‧ кто въ києвѣ нача первѣє кнѧжит ‧ и ѿкꙋдꙋ рꙋскаꙗ землѧ стала єсть. |
| 現代俄語   | |
| 烏克蘭語   | |
| 白俄羅斯語 | |
| 中文       | 此爲往年纪事：罗斯人源自何处，誰为基辅首任王公，而罗斯国家又如何誕生。                                                        |

### 伊戈尔远征记
伊戈爾遠征記（約1200年）的开篇部分（前11行）：
| 原文 | Не лѣпо ли ны бяшетъ братїє, начяти старыми словесы трудныхъ повѣстїй о пълку Игоревѣ, Игоря Святъславлича? Начати же ся тъй пѣсни по былинамъ сего времени, а не по замышленїю Бояню. Боянъ бо вѣщїй, аще кому хотяше пѣснь творити, то растѣкашется мыслію по древу, сѣрымъ вълкомъ по земли, шизымъ орломъ подъ облакы. |
| 轉寫 | |
| 中文 | 弟兄们，且听我用从前熟悉的调子，来吟唱斯维亚特斯拉夫的公子——伊戈尔——出征的悲惨故事。我要讲的是真人真事，而不是依照博扬的构思。博扬博闻强识：若是他想歌唱谁，思绪就像松鼠在树上跳跃，像灰狼在野外奔突，像老雕在云间盘巡。                                                                                                   |

## 古東斯拉夫語文學

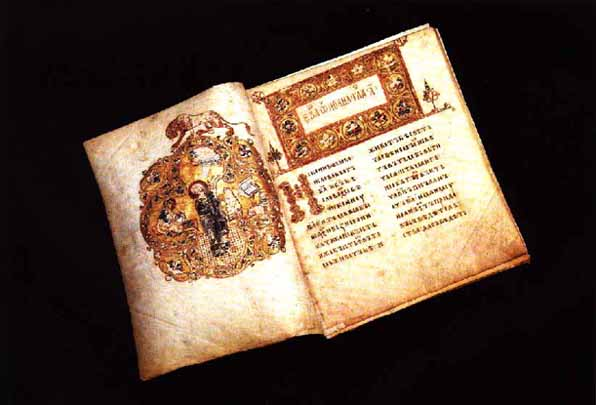
諾夫哥羅德的奧斯特羅米爾福音（11世紀中葉）

古東斯拉夫語亦發展出自己的文學，而教會斯拉夫語的宗教典籍對其風格及詞彙產生了很大影響。現存的文字遺蹟有當時的法典《羅斯法典》、聖徒傳和講道的集成、經典的伊戈爾之歌以及現存最早的往年紀事中的拉夫连季編年史（1377年）（Лаврентьевский список）等等。

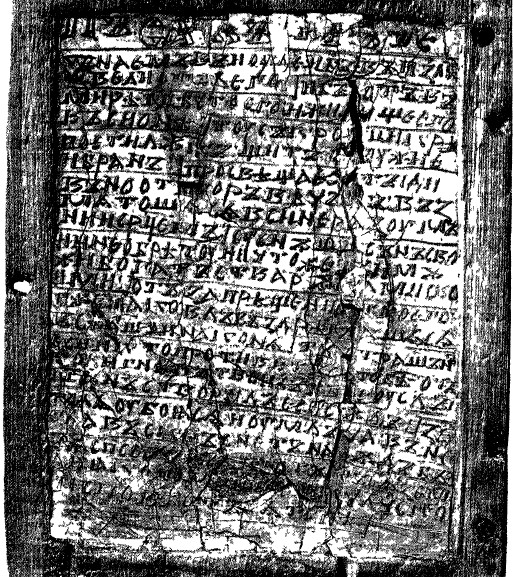
十世紀諾夫哥羅德法典中的第一頁，被認為是現存最古老的東斯拉夫語書籍

據聞在俄國內戰時發現、二戰時遺失的維列斯之書是唯一在基督教傳入前的古東斯拉夫語資料（假如不是偽造的話）。但發現時的解釋以及之後這份文件的命運（有人認為現存數張照片）仍是未知，而且當中的語言與公認的重構大相徑庭，大部份專業語言學家對此書的真偽都表示質疑。
最早可查證的古東斯拉夫語文件（更準確來說是有東斯拉語發音影響的古教會斯拉夫語）應為基輔都主教希拉利昂的《法律與恩典的講話》。在這篇文章中有東斯拉夫詩歌中英雄基輔的弗拉基米尔的頌詞。
其他十一世紀的作家包括基輔洞窟修道院的修士狄奧多西，以及諾夫哥羅德大主教盧卡·日佳塔 (Luka Zhidiata) 等。從狄奧多西的文書中可見，當時許多異教的習慣仍然在民間流行。他認為他們繼續這樣的做是錯的，亦為他們的痴迷感到可惜，連修士們也逃不過他的批評。日佳塔的風格則是較鄉土，他避免了拜占庭作者的慷慨激昂的語調。
再者，早期的東斯拉夫語文字資料多為聖人傳、主教傳等，例如11世紀後期的「鮑里斯與格列布傳」等。
除了聶斯特的往年紀事之外，也有15世紀編纂的諾夫哥羅德第一編年史、基輔編年史、沃里尼亞編年史等多本編年史。

## 著名著作
- 壮士歌
- 《伊戈爾遠征記》——古東斯拉夫語中最著名的文學作品
- 《羅斯法典》——十一世紀智者雅罗斯拉夫颁布的法典
- 《被放逐者丹尼爾的祈禱（英语：Praying of Daniel the Immured）》
- 《超越三海之旅（英语：A Journey Beyond the Three Seas）》

## 外部連結
- Introductory course （页面存档备份，存于） University of Texas Linguistics Research Center
- Ostromir's Gospel Online
- Online library of the Old Russian texts （页面存档备份，存于） （俄文）
- The Pushkin House （页面存档备份，存于）, a great 12-volumed collection of ancient texts of the 11th–17th centuries with parallel Russian translations
- Izbornyk（页面存档备份，存于）, library of Old East Slavic chronicles with Ukrainian and Russian translations